# Barry Zito

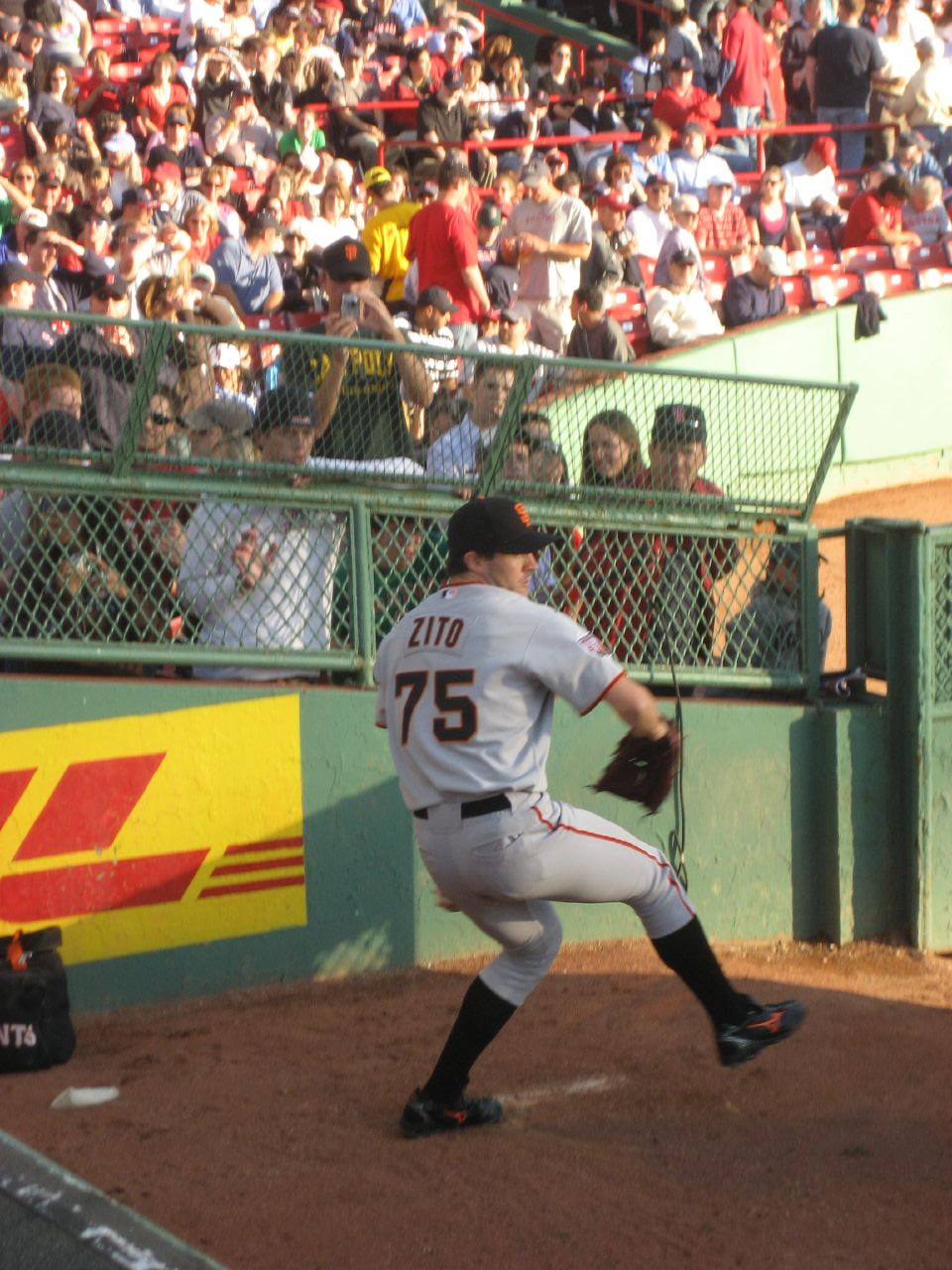

Barry William Zito (13 de maio de 1978) é um jogador profissional de beisebol estadunidense.

## Carreira
Barry Zito foi campeão da World Series 2010 jogando pelo San Francisco Giants.